# Universal Consignació
L'organisme conegut com a Universal Consignació era responsable de gestionar la majoria dels impostos ordinaris del Regne de Mallorca, que es basaven sobretot en tributs indirectes. Aquesta institució es va crear l'any 1405, coincidint amb la signatura del Contracte Sant. Aquest acord marcà el primer pacte formal entre el Regne de Mallorca i els seus creditors amb l'objectiu de garantir el pagament dels interessos associats al deute públic. A partir d’aquest moment, el regne deixà de controlar directament els seus ingressos tributaris ordinaris, ja que aquests quedaren sota la gestió d'aquesta nova estructura.
Aquest fet històric, tot i la seva rellevància, sovint és desconegut o deliberadament obviat per alguns discursos que promouen la idea que el Regne de Mallorca, abans de 1716, gaudia d'una autonomia financera o fins i tot d'una independència completa en la seva gestió econòmica.

## Orígens dels problemes financers
L'endeutament de les institucions mallorquines es va convertir en un greu problema durant la primera meitat del segle xiv, quan es va fer evident que l'administració del Regne no podia fer front als seus compromisos econòmics, agreujats per les extraccions reials forçades per la seva ambiciosa política exterior, i va haver de recórrer als préstecs hipotecaris o censals. Aquesta situació va esdevenir estructural i va marcar la política mallorquina durant el següents cinc segles.
Els orígens del problema es remunten a la conquesta i posterior repartiment, quan no es reservà cap mena de bé per a les institucions insulars. Els únics ingressos podien provenir per la via impositiva sobre la població. Els desequilibris aparegueren quan se succeïren esdeveniments com pestes, males collites o guerres, que forçaren optar per la via de l'endeutament a través de préstecs a interès (censals). Però la insuficiència dels ingressos convertia aquesta via en un camí cap a l'abisme financer: la incapacitat de fer fer front a les despeses i alhora tornar el deute, la qual cosa duia a contreure nou deute.

## El Contracte Sant
L'acumulació del deute va obligar a establir una concòrdia entre els creditors censalistes i la Universitat de la Ciutat i Regne de Mallorca. Aquest acord se signà el 1405 i va ser conegut com el Contracte Sant. Amb aquest conveni la Universitat s'obligava a dedicar tots els seus ingressos a pagar el deute públic i els seus interessos. No tan sols s'establia això, sinó que els creditors administraven els impostos i elegien cada any un clavari. El 1431 es feren algunes modificacions a través de la Concòrdia de Barcelona.
S'establí que primer s'havien de pagar les pensions dels censalistes, però les institucions del regne seguien necessitant ingressos recurrents per continuar funcionant. Per aquest motiu no hi hagué més remei que augmentar els imposts, especialment sobre els productes de primera necessitat, com el pa, la farina, la carn, el vi i la roba, entre d'altres, acudint a imposicions extraordinàries com les talles. El problema era que la càrrega impositiva no es distribuïa d'acord amb els béns de cadascú, sinó que es feia amb criteris de distribució territorial que provocaven que sovint els més rics no pagassin. Especialment notori era el cas de la Part Forana, on molts dels grans propietaris contribuïen directament a la ciutat.
El contracte s'anomenà "Sant", reflectint la confiança en què els creditors gestionarien els recursos públics amb eficàcia i que el deute acumulat del regne seria finalment liquidat. No obstant això, els esdeveniments posteriors van demostrar que aquestes expectatives eren totalment infundades. La creació de la Universal Consignació no només no va resoldre els problemes financers, sinó que va perpetuar-los i, en molts casos, va agreujar-los. Aquesta institució es va veure implicada en pràctiques corruptes i es va convertir en un element central de les disputes polítiques del bàndols ciutadans, sovint utilitzada com a eina de control per a consolidar el poder municipal.

## Els censalistes
Durant el segle xiv, Mallorca va experimentar una profunda transformació econòmica marcada per l'augment significatiu del deute públic. Aquesta situació es va desenvolupar principalment a través del mecanisme dels censals morts, un sistema de crèdit que permetia obtenir diners ràpidament a canvi del pagament perpetu d'interessos. Tot i ser una eina efectiva a curt termini, aquest sistema va generar una dependència creixent que es va agreujar amb el temps. Inicialment, el finançament provenia de mercaders locals, però la insuficiència de capitals a l'illa va forçar les autoritats mallorquines a buscar recursos fora, particularment a Barcelona, creant un vincle financer estret amb els creditors del Principat.
La implicació dels reis de la Corona d'Aragó va ser crucial per configurar l'estructura del deute mallorquí. Els monarques van utilitzar el control financer com una eina política per reforçar el seu domini sobre el regne insular. Aquesta estratègia no només va satisfer les necessitats de la Corona, sinó que també va establir un precedent per a futures emissions de censals, consolidant la supervisió reial sobre les finances mallorquines. Aquest patró es va reforçar amb la participació activa dels governadors, que van actuar com a intermediaris entre Mallorca i els creditors externs. Els representants de la monarquia no només facilitaven l'obtenció de crèdits, sinó que també exercien una influència directa sobre la política financera del municipi. Aquesta intervenció reial assegurava que els ingressos tributaris es destinessin, en primera instància, a satisfer les exigències dels creditors catalans.
Tanmateix, a partir del segle xv, es va produir un canvi significatiu. L’enriquiment progressiu de les classes dirigents mallorquines, sumat a l'esgotament de la capacitat creditícia catalana, va obrir la porta a una major participació local en el mercat del deute. Les reformes implementades després del Contracte Sant de 1405 van marcar l’inici d'una transició en la qual el control del deute va començar a desplaçar-se cap a mans mallorquines. L’oligarquia local va veure l'oportunitat de consolidar el seu poder econòmic i polític mitjançant l'adquisició de censals. Així, durant les dècades de 1430 i 1440, es van prioritzar les polítiques d'amortització del deute extern i es van promoure emissions de censals dirigides a creditors locals, facilitant la transferència gradual del deute.

## Deute públic i enfrontaments civils
L'existència d'aquest deute públic va condicionar la fiscalitat mallorquina dels segles posteriors, marcada pels privilegis dels estaments dominants, i va desembocar en un seguit de lluites civils de gran transcendència, com la revolta popular de 1450 (Revolta Forana) i la de 1521-23 (Germanies).
L'endeutament de la Universitat perdurà al llarg del segle xv. Al segle xvi es produí la quitació definitiva dels censals catalans. El 1648 se signà una nova concòrdia, que no s'arribà a aprovar degut a l'oposició del clergat, que havia esdevengut propietari d'una part dels censals. El 1684 se signà una nova concòrdia que originà la creació de la Junta de la Consignació (1697).
La instauració dels Decrets de Nova Planta no va implicar canvis notables i de fet, la Universal Consignació sobrevisqué als profunds canvis administratius efectuats. El 1758 la Junta de la Consignació va ser substituïda per la Junta dels Cabals Comuns. L'any 1830 es restablí la Concòrdia de 1684 i la Junta de la Consignació. El 1835 la Diputació Provincial lliurà l'administració del deute al cap polític i pocs anys després un Reial Decret l'extingí de manera definitiva.